# Used to Love Her
«Used to Love Her» (Solía amarla en español), es la sexta canción del álbum G N' R Lies de la banda norteamericana de hard rock, Guns N' Roses; de autoría a Izzy Stradlin. Por su letra un tanto irónica y controversial el vocalista y líder de la banda, Axl, debió aclarar que realmente "Esta canción se escribió bajo una fantasía" y la portada del disco la anticipa como "una broma, nada más".
También contrariamente a la creencia popular de que la canción es sobre una mujer esto en realidad no es así. La canción fue escrita en gran parte por el guitarrista Izzy Stradlin quien dijo lo siguiente: "Estaba sentado escuchando la radio y un tipo se quejaba de que una persona había atropellado a su perra". Él dijo finalmente que "solía amarla pero tuvo que matarla". Luego de eso empecé a escribir la canción con ese título pero con ningún significado real, la letra es solo una fantasía sobre eso, no tiene nada que ver con asesinar a una persona o algo así. Slash también declaró posteriormente que "La gente piensa que la canción habla de una novia de Axl cuando él ni siquiera la escribió y la canción en realidad se trata de la historia de un perro".
La canción también puede ser tomada como un intento de enterrar, dejar las drogas. Según el propio Izzy Stradlin en una entrevista en 1993. "Puedes interpretarla como un intento de alejarte de una adicción como las drogas, la metáfora puede funcionar, creo que en el tiempo en el que la escribí y las cosas que experimentaba mientras la escribí, creo que inconscientemente el tema sobre las drogas me influyo. Bad Obsession y Mr. Brownstone también las escribí en esas épocas y eran sobre dejar la adicción".
Sobre las críticas y la "mala interpretación" de la letra por parte de algunas personas, Stradlin diría lo siguiente: "La gente encuentra lo que está buscando, no me puedes culpar a mí de lo que sale de tu mente, no es mi culpa cómo exclusivamente interpretes la letra".